# Plagiorhynchus crassicollis
Plagiorhynchus crassicollis är en hakmaskart som först beskrevs av J.P. Villot 1911.  Plagiorhynchus crassicollis ingår i släktet Plagiorhynchus och familjen Plagiorhynchidae. Inga underarter finns listade i Catalogue of Life.